# ゲーマーズ・フィールド
ゲーマーズ・フィールドは、有限会社ゲーム・フィールドが発行するテーブルトークRPG専門雑誌（正確には定期刊行書籍）である。
1996年10月創刊。隔月刊で、偶数月下旬に発売している。

## 概要
基本的にはファーイースト・アミューズメント・リサーチ (F.E.A.R.) 製のテーブルトークRPGをサポートする記事を専門に扱う雑誌である（発売元のゲーム・フィールド自体がF.E.A.R.の出版部門子会社）。
本来はF.E.A.R.のファンクラブ会誌として発行されたものだが、ホビーショップを中心に一部の書店でも購入でき、ISBNコードもつけられている上、広告面等には、他社製品のサポート記事が掲載されることもあるため、現在ではあまり「F.E.A.R.のファンクラブ会誌」としては認知されていない。
誌面構成は、他のテーブルトークRPG関連雑誌同様に、新製品紹介、リプレイ、シナリオ、追加データ等で占められるが、F.E.A.R.製ゲームが独特のシステムを持つことから、プレイテクニックに関する記事の分量が多いことが特徴的である。またリプレイは菊池たけしによる『セブン＝フォートレス』の「砦シリーズ」を連載しているが、「砦シリーズ」の休載時には他作品の短編リプレイが掲載される。
表紙のイラストは、四季童子と田口順子が交互につとめている（別冊はこの限りではない）。両者ともF.E.A.R.製TRPGの基本ルールブックの表紙イラストを手がけた経験を持つ（四季は『セブン＝フォートレス』〈『Advanced』『V3』時代〉、田口は『ブレイド・オブ・アルカナ』）．
号数の表記は「Xth Season Vol.Y」といったような独自の表記になっている。「Xth Season」がF.E.A.Rのファンクラブの会期を表し、「Vol.Y」はその期のうちの何号目かを示す。「10th Season Vol.3」なら、第10期に発行された3号目、という意味になり、隔月刊のため各期は Vol.6までとなる。なお、創刊当時から通巻18号までは号数表記は通巻表記になっており、この表記となったのは4th Season以降である。

## ファンクラブ「ゲーマーズ・フィールド」
前述の通り、『ゲーマーズ・フィールド』はF.E.A.R.のファンクラブ会誌でもあり、このファンクラブもまた「ゲーマーズ・フィールド」と名づけられている。
ごく初期の『ゲーマーズ・フィールド』誌では投稿ハガキなどを紹介するときペンネームに加えてゲーマーズ・フィールド会員番号も併記されていた。現在は同誌が非会員にも購入されるようになったため、会員番号の併記は見られなくなっている。
ゲーマーズ・フィールドNEWS
『ゲーマーズ・フィールド』が発売されない奇数月にはファンクラブ会員に対して「ゲーマーズ・フィールドNEWS」という別の会報が送られてくる。これは書店やゲームショップでも入手不能なものである。
『ゲーマーズ・フィールドNEWS』は数ページの新聞形式の会報で、本誌連載漫画「QuickStart!!」の特別版や本誌でも見ることのできないゲームデータなどが載っている。

## 紙面

### サポート記事が掲載されているゲーム
ライター、イラストレーター、その他スタッフは17th Season Vol.1(2012年10月発売)現在。
| ゲーム名 コーナー名                                        | ライター             | イラストレーター                 | その他スタッフ                                               |
| ---------------------------------------------------------- | -------------------- | -------------------------------- | ------------------------------------------------------------ |
| アリアンロッドRPG 2E エリンディル・ステーション            | 久保田悠羅           | いろは楓 佐々木あかね 笹本ユーリ | -                                                            |
| アルシャードセイヴァー 救世の物語                          | 遠藤卓司             | ぽぽるちゃ                       | -                                                            |
| 異能使い 第二式 それいけ六道生徒会 第二式                  | 谷村直人             | 有馬かつみ                       | -                                                            |
| 駅前魔法学園!! すてきな魔法の使いかた                      | 藤浪智之             | 佐々木亮 速水螺旋人              | -                                                            |
| エンゼルギア The 2nd Edition エンゼルギア：Recharge        | 山村直明             | 井上純弌                         | 三輪清宗（データ作成）                                       |
| ガンメタル・ブレイズ ブレイザー・ヘッドライン              | 鈴吹太郎             | 郷                               | -                                                            |
| 神曲奏界ポリフォニカRPG 管理人のデータ缶詰                 | 日高真紅 長田崇      | 猫猫猫                           | -                                                            |
| スターレジェンド ようこそ! 冒険の宇宙へ                    | 銅大                 | 高田大二                         | -                                                            |
| セブン＝フォートレス メビウス 無限への挑戦                 | 伊藤和幸 重信康      | 三上義衛                         | -                                                            |
| ダブルクロス R-Lab The 3rd Edition                         | 矢野俊策             | しのとうこ                       | -                                                            |
| 天羅WAR 天羅WARクロニクル                                  | 小太刀右京           | 井上純弌                         | -                                                            |
| トーキョーN◎VA Neuro Beat!! REMIX                          | 中村やにお           | ツジヤスノリ                     | -                                                            |
| ドラゴンアームズ ドラゴンフォース・タクティクス            | 久保田悠羅 司馬炳介  | 安達洋介                         | -                                                            |
| トリニティ×ヴィーナスSRS トリニティ物語出張版！            | 三輪清宗 重信康      | 合鴨ひろゆき                     | -                                                            |
| ナイトウィザード The 2nd Editon 世界はこーして狙われる 2nd | 重信康               | 猫猫猫                           | -                                                            |
| ビーストバインド トリニティ For the Freaks Ver.Trinity     | 重信康 小太刀右京    | 吉田トオル                       | -                                                            |
| ブレイド・オブ・アルカナ Nightmare garden                  | 梶岡貴典（一部原案） | すがのたすく                     | 鈴吹太郎（監修） 小太刀右京（一部執筆） 三輪清宗（一部執筆） |
| まじしゃんず・あかでみいRPG めいど・いん・あかでみい       | 長田崇               | みかきみかこ                     | -                                                            |
| モノトーン・ミュージアム モノクロームスケッチ              | 小太刀右京           | すがのたすく                     | -                                                            |
| ソード・ワールドRPG（広告記事） ソード・ワールド最前線！   | -                    | -                                | -                                                            |

### 連載漫画
17th Season Vol.1現在。
- QuickStart!!（安達洋介）
- 進めTRPG生徒会（ツジヤスノリ）
- ですまっ!（皆見ちさと）
- はわっと☆ウィザード!（みかきみかこ）
- 逃亡★しちゃうぞ（渋沢佳奈）

### その他連載記事
17th Season Vol.1現在。
- 『セブン＝フォートレス メビウス』リプレイ「シェローティアの空砦」（作：菊池たけし、画：みかきみかこ）
- 22世紀RPG研究所（読者投稿コーナー）

## ゲーマーズ・フィールド別冊
2001年より、特集記事を掲載した別冊が年2回（基本的に春季と秋季）刊行されている。紙面構成は本誌と変わらないが、1冊1テーマのスタイルを取っており、そのテーマに沿った記事（シナリオ、追加データなど）が掲載されている。

主にF.E.A.R.製TRPGやそのデザイナーに焦点を当てた内容となっているが、F.E.A.R.が提供するスタンダードRPGシステム（SRS）作品の特集が組まれる号もある。
ほぼ毎号に短編読み切りリプレイが掲載されており（2編掲載の場合もある）、中には単行本化されていない作品や、「アリアンロッド・サガ・リプレイ・エチュード」のようにシリーズ化した作品もある。また、号によっては「QuickStart!!」や「進めTRPG生徒会」など本誌連載漫画の特別版が載る場合がある。
| 号数 | タイトル                             | 特集内容                                                                                             | 掲載リプレイ |
| ---- | ------------------------------------ | --- | --- |
| 01   | 井上純弌の世界                       | 『テラ:ザ・ガンスリンガー』『天羅万象・零』『ビーストバインド』を中心とした井上純弌の仕事の現況      | |
| 02   | 鈴吹太郎の挑戦                       | 『トーキョーN◎VA The Revolution』を中心とした鈴吹太郎の仕事の現況                                    | 「Nightbreak」（『トーキョーN◎VA The Revolution』）                                                                                     |
| 03   | ファンタジー魂                       | 鈴吹太郎、菊池たけし、井上純弌のファンタジーTRPG論座談会                                             | 「ディングレイの魔核」（『ブレイド・オブ・アルカナ The 2nd Edition』）                                                                  |
| 04   | クール・メカニクス                   | TRPGにおけるメカニック考察                                                                           | 「煉獄と呼ばれた街」（『ダブルクロス』〔第一版〕）                                                                                      |
| 05   | トーキョーN◎VA 10th Anniversary      | 『トーキョーN◎VA』誕生10周年                                                                         | 「Night After Night」（『トーキョーN◎VA The Revolution』）                                                                              |
| 06   | 菊池たけしがまいりました!            | 菊池たけしの仕事の回顧と現況                                                                         | 「オーディンの槍」（『アルシャード』〔第一版〕）                                                                                        |
| 07   | 現在どきのRPG                        | | 「Contrast Side」（『ダブルクロス The 2nd Edition』） 「大崩壊再来」（『ニルヴァーナ』）                                                |
| 08   | MAGIC! MAGIC!                        | TRPGにおける魔法考察                                                                                 | 「星に願いを」（『スターレジェンド』） 「まことの騎士」（『ブレイド・オブ・アルカナ The 2nd Edition』）                                 |
| 09   | ダブルクロスの風景                   | 『ダブルクロス』                                                                                     | 「TRUE WORD」「京城月影抄」（『ダブルクロス The 2nd Edition』）                                                                         |
| 10   | 菊池たけしがまたまいりました         | 『セブン＝フォートレス V3』『ナイトウィザード』を中心とした菊池たけしの仕事の現況                    | 「魔を貫くもの」（『アリアンロッドRPG』）                                                                                               |
| 11   | 井上純弌の地平                       | 遠藤卓司との対談を通じた井上純弌のTRPGデザイン論                                                     | 「The Broken Sword」（『アルシャードff』） 「神殺し Slayers of The God」（『トーキョーN◎VA The Detonation』）                           |
| 12   | 鈴吹太郎の未来                       | 『ブレイド・オブ・アルカナ The 3rd Edition』を中心とした鈴吹太郎の仕事の現況                         | 「笑わない街」（『ブレイド・オブ・アルカナ The 3rd Edition』） 「ルネス殺人事件」（『アリアンロッドRPG』）                              |
| 13   | ウェポンスミス～武器屋～             | TRPGにおける武器・防具考察                                                                           | 「紅き世界より来たる者」（『アルシャードガイアRPG』）                                                                                   |
| 14   | スタンダードRPGシステム              | スタンダードRPGシステム(SRS)の現況                                                                   | 「Train Kept A-Rollin'」（『天羅WAR』）                                                                                                 |
| 15   | 矢野俊策の事件簿                     | TRPGデザイナーデビュー7周年を迎えた矢野俊策の仕事の現況                                              | 「災厄の聖杯」（『ダブルクロス The 2md Edition』）                                                                                      |
| 16   | 菊池たけしがこりずにまいりました     | 『セブン＝フォートレス メビウス』を中心とした菊池たけしの仕事の現況                                  | 「アリアンロッド剣豪伝 明星連也降魔剣」（『アリアンロッドRPG』）                                                                        |
| 17   | SRS'09                               | 『まじしゃんず・あかでみいRPG』を中心としたSRS作品                                                   | 「ドジッ娘なんですけど」（『まじしゃんず・あかでみいRPG』）                                                                             |
| 18   | 混沌の炎                             | 小太刀右京・三輪清宗の仕事の回顧と現況                                                               | 「夢の果実」（『異界戦記カオスフレア Second Chapter』） 「歌声は誰がために Song for…」（『エンゼルギア 天使大戦TRPG The 2nd Edition』） |
| 19   | アリアンロッド・サガ演義             | 「アリアンロッド・サガ」                                                                             | 「アリアンロッド・サガ・リプレイ・エチュード 奪われた勝利の証」（『アリアンロッドRPG』）                                                |
| 20   | まるごとQuickStart!!                 | 本誌連載漫画「QuickStart!!」                                                                         | 「本当のRPG」（『アルシャードガイアRPG』）                                                                                              |
| 21   | かわいそうとはこういうことだ         | 田中信二の仕事の回顧と現況                                                                           | 「アリアンロッド・サガ・リプレイ・エチュード 恐るべき先輩の伝説」（『アリアンロッドRPG』）                                              |
| 22   | SRS'11                               | 『モノトーンミュージアムRPG』を中心としたSRS作品                                                     | 「翼の折れた愛と青春」（『アルシャードガイアRPG』）                                                                                     |
| 23   | 菊池たけしがさっそうとまいりました!! | 10周年を迎えた『ナイトウィザード』と「アリアンロッド・サガ」を中心とした菊池たけしの仕事の回顧と現況 | 「アリアンロッド・サガ・リプレイ・イエーガー 悪魔の赤き雫」（『アリアンロッドRPG 2E』）                                                 |
| 24   | 鈴吹太郎の希望                       | F.E.A.R.創業20周年を控えた鈴吹太郎の仕事の現況                                                       | 「火星人故郷に還る」（『トーキョーN◎VA The Detonation』）                                                                               |